# Максим (Руберовський)
Єпископ Максим (в миру Михайло Іванович Руберовський, 25 жовтня 1878, село Пестякі, Гороховецький повіт, Володимирська губернія — 23 листопада 1937 Житомир) — єпископ Російської православної церкви, єпископ Полонський, вікарій Волинської єпархії.

## Біографія
Народився 25 жовтня 1878 року в родині священнослужителів. Батько — Іван Олексійович Руберовський, священик Успенської церкви села Пестякі Гороховецького повіту. Мати — Марія Іванівна Руберовська (Троїцька), дочка попереднього настоятеля пестяковского храму Івана Григоровича Троїцького. Мав п'ять братів.
У 1899 році закінчив Володимирську семінарію, після чого кілька років служив учителем двокласної церковно-парафіяльної школи погосту Архангельський Гороховецького повіту, а потім в викладав народному двокласному училищі села Давидова Володимирського повіту.
У 1910 році він подав прохання про звільнення з учительської посади і волонтером поступив вчитися до Московської духовної академії.
У 1914 році пострижений в мантію і висвячений у сан ієромонаха. У тому ж році закінчив духовну академію зі ступенем кандидата богослов'я.
З 12 серпня того ж року — помічник доглядача Житомирського духовного училища.
6 травня 1916 нагороджений правом носіння наперсного хреста.
З 28 грудня 1916 року — інспектор Волинської духовної семінарії. Служба ієромонаха Максима в семінарії тривала аж до її закриття в 1921 році.
У 1923 році возведений у сан єпископа Полонського, вікарія Волинської єпархії. Чин хіротонії здійснив єпископ Аверкій (Кедров) в співслужінні з іншими єпископами Волині.
Управління Житомирською єпархією лягло на плечі єпископа Максима. На єпархіальному з'їзді в кінці лютого 1924 року значна частина духовенства визнала обновленський Харківський синод, але частина духовенства, в першу чергу, з братства протоієрея Аркадія Остальського не погодилася з цим рішенням і покинула збори. Єпископ Максим 25 січня 1925 року писав у Губліквідком: "Я особисто приєднався до резолюції меншини, що відкидає сучасне обновленство і не визнає Харківський обновленський синод як вищий орган церковної влади на Україні і, зокрема, на Волині, так як я зберігаю за собою право по управлінню Волинською єпархією, передане мені єпископом Аверкієм перед від'їздом з Житомира 6.XI. 1924 року, то в силу вищевикладеного вважаю обов'язком донести до відома Губліквідкома, що відтепер я персонально незалежно від обраного з'їздом єпархіального управління, якщо Бог благословить, буду керувати Волинською єпархією, зрозуміло, в тій частині її, яка, тримаючись з мною однакової релігійної орієнтації, визнає мене своїм законним єпископом і знайде необхідним звертатися до мене у церковних справах ".
Тимчасово керував Волинською єпархією до 30 квітня 1925 року.
З березня 1927 по березень 1928 року проживав в Харкові без права виїзду.
Зберігся лист єпископа Максима від 13 (26) жовтня 1927 року до Заступника Патріаршого Місцеблюстителя митрополита Нижегородського Сергія (Страгородського) з приводу нового церковного курсу, що здійснюється Заступником в зв'язку з виданою їм Декларацією від 16 (29) липня 1927 року. У листі єпископ Полонський Максим повністю підтримує новий церковний курс на легалізацію, тобто встановлення «добрих нормальних відносин Православної Церкви з владою за умов пережитого часу».
12 серпня 1928 єпископа Максима адміністративно вислали на Урал в Берездів на три роки, за те що він «примикав до Тихоновського руху і займався антирадянською агітацією». За версією слідства, в Любарському, Чуднівському та інших районах Житомирської області діяла організація, що мала два напрями: один за Українську Народну Республіку на чолі з Вдовиченко, і інша, російська — за створення «Єдиної Неподільної Росії» з конституційно-демократичним ладом, яке очолював якийсь Микола Панкевич, що дав свідчення на єпископа. За його свідченням, «єпископ Максим робив нелегальні збори в будинку священика Голубовича, а потім в будинку Петрука і говорив, що треба якомога більше порушувати в народі вороже ставлення до радянської влади і не підкорятися обновленському Харківському синоду» і т. д.
На засланні за «антирадянську агітацію» йому продовжили термін ще на три роки.
Відбувши покарання, в липні 1935 повернувся Житомирську єпархію. Оселився на квартирі священика Анатолія Скалозубова, в кімнаті, яку вже знімав архімандрит Спиридон (Лукич), в минулому насельник Почаївської Лаври. До них оселився ще один монах, і вони жили разом, розділивши кімнату ширмою. При цьому єпископ Максим приймав щодня відвідувачів з Житомира та навколишніх сіл. За порадами з церковних питань до нього приїжджали і з інших міст.
7 вересня 1937 року оперуповноважений IV відділу НКВС Житомира лейтенант Камраз В. І. виписав постанову про арешт групи антирадянсько налаштованих священнослужителів, які об'єдналися навколо повернувшихся із заслання в рідну єпархію єпископа Максима (Руберовського). У «Постанові» було сказано, що єпископ Максим і ті, хто згрупувався навколо нього, «проводять організовану контрреволюційну роботу, спрямовану проти всіх заходів совєцької влади, впроваджують серед населення настрої поразки і спотворюють Сталінську Конституцію».
13 вересня 1937 єпископ Максим був арештований в своїй квартирі. Під час обшуку нічого особливого, крім кількох золотих монет царського карбування і священицьких риз у нього не знайшли. У той же день відбувся перший і єдиний допит. На допиті єпископ Максим тримався мужньо і категорично заперечував усі звинувачення слідства.
Розстріляний 23 листопада 1937 року. Розстріляний разом з 200-ми особами духовенства Волині. Похований на Смоленському кладовищі Житомира.